# 聽！骨頭在說話
《聽！骨頭在說話》（英語：Déjà Dead）是美國女作家凱絲·萊克斯的第一部小說，於1997年出版，凱絲·萊克斯憑此作品榮獲亞瑟·艾利斯獎最佳處女作小說獎。

## 故事簡介
女法醫布納蘭被指派到一考古遺址鑑定屍體是否兇殺案，並發現死者被人蓄意謀殺，屍體更遭嚴重破壞。布納蘭認為這宗兇殺案與數年前另一宗兇殺案的行兇手法相似，有可能是連環殺手所為，但警方的調查人員不相信，直到另一宗類似案件，警方仍不承認是連環兇殺案。布納蘭於是決定獨自調查，隨著的更多命案發生，她從屍體中獲得更多兇手的資料，此舉不但遭到警方的不滿，更連累好朋友被殺，不過最終仍將童年時期性關係被嚴重扭曲，犯有精神病的兇手捕獲。